# سفارت فرانسه در لندن
سفارت فرانسه در لندن (به انگلیسی: Embassy of France) یک سفارت در بریتانیا است که در لندن واقع شده‌است.